# Mamestra pavida
Mamestra pavida är en fjärilsart som beskrevs av Achille Guenée 1852. Mamestra pavida ingår i släktet Mamestra och familjen nattflyn. Inga underarter finns listade i Catalogue of Life.